# 住友大阪セメント
住友大阪セメント株式会社（すみともおおさかセメント）は、日本のセメントメーカーである。
セメント販売は太平洋セメント、UBE三菱セメントに次いで国内3位である。
前身の住友セメントが住友グループ、大阪セメントが三和グループに属していたが、現在はこれら2社の合併により住友グループに所属する（大阪セメントは合併でみどり会を脱退した）。住友グループ広報委員会及び白水会に属する企業である。

## 主力製品・事業
- セメント事業
各種（普通、早強、中庸熱、低熱）ポルトランドセメント、高炉セメント、フライアッシュセメント、各種低熱セメント、セメント系固化剤タフロック、生コンクリート、電力の供給、原燃料リサイクル

- 鉱産品事業
石灰石、ドロマイト、タンカル、骨材、シリカ微粉

- 建材事業
各種コンクリート構造物補修・補強剤、静的破砕剤、杭頭処理剤、セメント系可塑性注入剤、PC製品、ハイブリッド魚礁、藻場礁、各種地盤改良工事、各種コンクリート構造物補修・補強工事、PC橋梁工事、電気防食工法、現場の常備品シリーズ（安心補修スティック他）

- 光電子・新材料事業
導波路タイプ光変調器、各種光受動部品、光送受信機、各種セラミックス製品、各種PDP用フィルター、各種ナノ粒子材料、抗菌剤

- 不動産・その他事業
不動産賃貸、エンジニアリング、ソフトウェア開発

## 事業所

### 本社・支店・研究所
本社
- 東京都港区東新橋1-9-2　汐留住友ビル20階

支店
- 札幌支店 - 札幌市中央区北3条西2丁目10-2
- 東北支店 - 仙台市青葉区中央4-6-1
- 東京支店 - 東京都港区東新橋1-9-2　汐留住友ビル20階
- 北陸支店 - 石川県金沢市堀川新町2-1
- 名古屋支店 - 名古屋市中村区名駅南2-14-19
- 大阪支店 - 大阪市北区堂島浜1-4-4
- 四国支店 - 香川県高松市丸の内4-4
- 広島支店 - 広島市南区稲荷町4-1
- 福岡支店 - 福岡市博多区博多駅前1-2-5

研究所
- 新規技術研究所 - 千葉県船橋市豊富町585
- セメント・コンクリート研究所 - 千葉県船橋市豊富町585

### 工場
セメント工場
- 栃木工場 - 栃木県佐野市築地町715
- 岐阜工場 - 岐阜県本巣市山口11
- 赤穂工場 - 兵庫県赤穂市折方1513
- 高知工場 - 高知県須崎市押岡123
- 八戸工場（八戸セメント）

建材工場
- 建材工場 - 大阪市大正区南恩加島7-1-49

石灰石事業所
- 唐沢鉱業所 - 栃木県佐野市会沢町776
- 山口事業所 - 山口県長門市仙崎547
- 小倉事業所 - 北九州市小倉南区大字市丸1050

### 石灰石鉱山
- 唐沢鉱山 - 栃木県佐野市（唐沢鉱業所）
- 岐阜鉱山 - 岐阜県揖斐郡大野町
- 伊吹鉱山 - 滋賀県米原市
- 多賀鉱山 - 滋賀県犬上郡多賀町
- 秋芳鉱山 - 山口県美祢市（山口事業所）
- 小倉鉱山 - 北九州市小倉南区

## 沿革

### 磐城セメント（住友セメント）
- 1907年（明治40年）11月29日 - 磐城セメント株式会社を設立。
- 1908年（明治41年）9月 - 四倉工業所を新設。
- 1925年（大正14年）7月 - 日出セメント株式会社を合併、同社湊工場を湊工業所とする。
- 1926年（大正15年）7月 - 鈴木セメント株式会社を合併、同社工場を東京工業所とする。
- 1928年（昭和3年）2月 - 東京工業所操業休止。
- 1939年（昭和14年）2月 - 東京工業所閉鎖、設備は台湾へ売却。
- 1940年（昭和15年）12月 - 富国セメント株式会社を合併、葛生工場を継承。
- 1941年（昭和16年）
  - 1月 - 湊工業所を八戸工場、四倉工業所を四倉工場、葛生工場を栃木工場に改称。
  - 11月 - 七尾セメント株式会社を合併、同社七尾工場を継承。敦賀セメント株式会社を合併、同社敦賀工場を継承。豊国セメント株式会社を合併、同社門司工場を苅田工場とする。
- 1943年（昭和18年）9月 - 常陸セメント株式会社を合併、同社日立工場を継承。
- 1947年（昭和22年）10月 - 常陸工場を常陸セメント株式会社として再分離。
- 1948年（昭和23年）
  - 2月 - 敦賀工場を敦賀セメント株式会社として再分離。
  - 3月 - 苅田工場を豊国セメント株式会社として再分離。
- 1949年（昭和24年）5月 - 東証一部に上場。
- 1950年（昭和25年）11月 - 東洋セメント株式会社を合併、同社小倉工場を継承。
- 1954年（昭和29年）7月 - 浜松工場新設。
- 1960年（昭和35年）3月 - 川崎セメント株式会社を合併、同社大垣工場を岐阜工場とする。
- 1963年（昭和38年）5月28日 -福島セメント株式会社並びに住友石灰工業株式会社を合併。
- 1963年（昭和38年）
  - 6月 - 田村工場操業開始。
  - 10月1日 - 住友セメント株式会社に社名変更。
- 1964年（昭和39年）4月1日 - 本店を栃木県安蘇郡葛生町大字葛生715番地より東京都台東区北稲荷町13番地に移す。
- 1966年（昭和41年）
  - 6月 - 滋賀興産株式会社を合併、同社彦根工場および多賀工場を継承。
  - 9月 - 赤穂工場新設。
- 1975年（昭和50年）
  - 7月 - 七尾工場・多賀工場閉鎖。
  - 12月 - 赤穂工場を赤穂第一工場に改称。
- 1976年（昭和51年）
  - 2月 - 赤穂第二工場操業開始。
  - 8月 - 小倉工場を東洋セメント株式会社として再分離。
- 1977年（昭和52年）
  - 8月 - 八戸セメント株式会社を設立。
  - 9月 - 八戸工場を八戸セメントへ譲渡。
- 1983年（昭和58年）3月 - 四倉工場操業休止。
- 1984年（昭和59年）
  - 8月 - 浜松工場操業休止。
  - 9月 - 特定産業構造改善臨時措置法に基づき、住友セメント、麻生セメント、電気化学工業、日鐵セメント、八戸セメント、東洋セメントおよび苅田セメントとともにアンデスセメント共同事業株式会社を設立。
  - 11月 - 浜松工場閉鎖。
- 1986年（昭和61年）9月 - 四倉工場閉鎖。
- 1987年（昭和62年）4月 - 赤穂第一工場と赤穂第二工場を統合し、赤穂工場発足。
- 1994年（平成6年）5月 - アンデスセメント共同事業が解散。

#### 日出セメント
- 1918年（大正7年）2月 - 日出セメント株式会社会社設立。
- 1921年（大正10年）6月 - 湊工場操業開始。
- 1925年（大正14年）7月 - 磐城セメントに合併。

#### 鈴木セメント
- 1890年（明治23年）8月 - 鈴木セメント製造所操業開始。
- 1904年（明治37年） - 鈴木セメント合名会社に改組。
- 1918年（大正7年）11月 - 鈴木セメント株式会社が発足。
- 1919年（大正8年）4月 - 鈴木セメント株式会社が合名会社を合併。
- 1926年（大正15年）7月 - 磐城セメントに合併。

#### 七尾セメント
- 1926年（大正15年）11月 - 磐城セメントの子会社として、七尾セメント株式会社設立。
- 1929年（昭和4年）4月 - 七尾工場操業開始。
- 1941年（昭和16年）11月 - 親会社の磐城セメントに合併。

#### 富国セメント
- 1936年（昭和11年）2月 - 富国セメント株式会社設立。
- 1937年（昭和12年）9月 - 磐城セメントの子会社となる。
- 1938年（昭和13年）4月 - 葛生工場操業開始。
- 1939年（昭和14年）12月 - 富山セメント株式会社（1938年10月設立）を合併、同社二見工場（1938年10月操業開始）を継承。
- 1940年（昭和15年）
  - 11月 - 二見工場閉鎖。
  - 12月 - 磐城セメントに合併。

#### 東洋セメント
初代
- 1934年（昭和9年）5月 - 東洋セメント工業株式会社設立。
- 1935年（昭和10年）8月 - 小倉工場操業開始。
- 1943年（昭和18年）6月 - 工場を宇部興産株式会社が買収。
- 1947年（昭和22年）2月 - 工場返却。
- 1949年（昭和24年）8月 - 東洋セメント株式会社に社名変更。
- 1950年（昭和25年）11月 - 磐城セメントに合併。

2代
- 1976年（昭和51年）8月 - 合理化のため、住友セメント小倉工場を分社化し発足。
- 1984年（昭和59年）
  - 3月 - 小倉工場操業休止。
  - 9月 - 住友セメントなど7社とアンデスセメント共同事業を設立。
  - 11月 - 東洋セメント解散、小倉工場閉鎖。

#### 川崎セメント
- 1958年（昭和33年）7月 - 磐城セメントと川崎重工業株式会社の出資で、川崎セメント株式会社設立。
- 1960年（昭和35年）
  - 1月 - 大垣工場操業開始。
  - 3月 - 磐城セメントに合併。

#### 滋賀興産
- 1933年（昭和8年）8月 - 昭和セメント株式会社設立。彦根工場操業開始。
- 1939年（昭和14年）5月 - 親会社の日本石綿盤製造株式会社（現・ノザワ）が吸収合併。
- 1944年（昭和19年）
  - 7月 - 小野田セメント製造株式会社（後の小野田セメント）が彦根工場を買収。
  - 10月 - 野沢石綿興業に社名変更。

- 1947年（昭和22年）3月 - 彦根工場返却。
- 1949年（昭和24年）4月 - 野沢石綿セメント株式会社に社名変更。
- 1960年（昭和35年）
  - 3月 - 東亜セメント株式会社を設立。
  - 6月 - 東亜セメント多賀工場操業開始。
- 1965年（昭和40年）12月 - セメント製造部門を住友セメントへ譲渡する準備として、滋賀興産株式会社を設立。
- 1966年（昭和41年）
  - 1月 - 滋賀興産が野沢石綿セメント彦根工場を継承、東亜セメントを合併し営業開始。
  - 4月 - 住友セメントが滋賀興産を合併。

### 大阪セメント
大阪セメントは、ライオン印のライオンセメントとして有名であった。
- 1888年（明治21年） - 大阪窯業株式会社設立。
- 1917年（大正6年）6月 - セメント工場（大阪工場）を新設。
- 1926年（大正15年）12月 - 大阪窯業のセメント部門が独立し、大阪窯業セメント株式会社発足。
- 1936年（昭和11年）8月 - 大阪窯業耐火煉瓦株式会社（現・ヨータイ）を設立。
- 1945年（昭和20年）8月 - 戸畑工場新設。
- 1948年（昭和23年）11月 - 戸畑工場閉鎖。
- 1949年（昭和24年）5月 - 東証一部に上場。
- 1952年（昭和27年）7月 - 伊吹工場新設。
- 1960年（昭和35年）6月 - 横浜工場（クリンカー加工工場）新設。
- 1961年（昭和36年）12月 - 高知工場新設。
- 1963年（昭和38年）7月 - 大阪セメント株式会社に社名変更。
- 1977年（昭和52年）4月 - 横浜工場閉鎖。
- 1984年（昭和59年）9月 - 日本セメント株式会社、第一セメント株式会社、明星セメント株式会社と共同で、セメント共同販売会社の大日本セメント共同事業株式会社を設立。
- 1994年（平成6年）5月 - 大日本セメント共同事業が解散。

### 住友大阪セメント発足後
- 1994年（平成6年）10月 - 住友セメントと大阪セメントが合併、住友大阪セメント株式会社となる。
- 1996年（平成8年）3月 - 彦根工場閉鎖。大阪工場でのセメント製造を停止。
- 1998年（平成10年）5月 - 電気化学工業とセメント事業で業務提携。
- 1999年（平成11年）11月 - 宇部三菱セメント株式会社とセメント物流事業で業務提携。
- 2000年（平成12年）3月 - 田村工場閉鎖。
- 2003年（平成15年）3月 - 伊吹工場でのセメント生産を停止。
- 2003年（平成15年）4月1日 - 石灰石採掘事業を分離して滋賀鉱産株式会社を設立[1]。
- 2006年（平成18年）3月28日 - 岐阜工場の製品輸送を鉄道輸送からトラック輸送に転換。

## グループ企業
2017年3月末現在、住友大阪セメントグループは連結子会社37社、持分法適用関連会社2社で構成されている。

### 主な連結子会社
セメント事業（製造）
- 八戸セメント株式会社
- 和歌山高炉セメント株式会社

セメント事業（輸送・販売など）
- エスオーシー物流株式会社
- 大窯ホールディングス株式会社
- タイヨウ汽船株式会社
- 和泉運輸株式会社
- スミセ建材株式会社
- 東海スミセ販売株式会社
- 北浦エスオーシー株式会社
- 泉工業株式会社
- 東京エスオーシー株式会社
- エスオーエンジニアリング株式会社
- 株式会社中研コンサルタント

鉱産品事業
- 秋芳鉱業株式会社
- 滋賀鉱産株式会社
- 位登産業 - 2015年12月1日付けで福岡県田川市の中村産業に株式が譲渡された（プレスリリース等は無し）。

建材事業
- 株式会社エステック
- 株式会社SNC
- 栗本コンクリート工業株式会社

光電子・新材料事業
- 株式会社スミテック

不動産・その他事業
- 住友セメントシステム開発株式会社
- 千代田エンジニアリング株式会社

### 持分法適用関連会社
- 八戸鉱山株式会社

## 代理店
上場している代理店には、ナラサキ産業等がある。